# Gottlob Jochmann
Gottlob Jochmann (* 11. März 1799 in Ober-Neundorf; † 19. Mai 1856 in Görlitz) war Oberbürgermeister von Görlitz in Nachfolge seines bekannten Vorgängers Gottlob Ludwig Demiani.

## Biografie
Er entstammte einer Grundbesitzersfamilie, sein Vater war Dorfrichter in Ober-Neundorf/Oberlausitz. Gottlob Jochmann besuchte die Grundschule in Ludwigsdorf und anschließend das Görlitzer Gymnasium. Er studierte Rechts- und Staatswissenschaft und war in praktischer Tätigkeit an den Land- und Stadtgerichten in Glogau sowie als Direktor beim Land- und Stadtgericht in Liegnitz und Liebenthal tätig. 1824 wurde er Freimaurer und trat 1832 wegen Arbeitsüberlastung aus der Loge wieder aus. Er genoss als Bürgermeister von Liegnitz einen guten Ruf. Am 3. Juli 1847 entschied sich die Stadtverordnetenversammlung der Stadt Görlitz für Jochmann als neuen Oberbürgermeister. Nach einjähriger Amtszeit erfolgte die königliche Bestätigung zum Oberbürgermeister.
Jochmann war bewusst, dass die wirtschaftliche Entwicklung einer bürgerlichen Gesellschaftsordnung entgegenstrebte. Deutlich machte das auch die in seiner Amtszeit ausbrechende Revolution von 1848. Er widmete sich aber vorrangig kommunalpolitischen Aufgaben:
- Bau des Viaduktes über das Neißetal, der die Bahnverbindung in Richtung Osten absicherte und damit Görlitz zu einem Verkehrsknotenpunkt aufsteigen ließ; die Strecke Dresden–Görlitz–Breslau wurde damit eröffnet.
- Weiter ließ er die noch bestehenden Klostermauern abreißen, die zu einem Verkehrshindernis im Straßennetz des Zentrums der Stadt geworden waren.
- Der Aufbau des Gymnasiums, der Bau des Stadttheaters 1851 und des Ständehauses 1855 fielen ebenso in seine Amtszeit.[1]
- 1854 ließ der die Gasbeleuchtung der Stadt einführen.

Ein Lungenleiden beendete aber seinen Schaffensdrang am 19. Mai 1856. Er wurde unter hoher Anteilnahme der Bürger auf dem Görlitzer Friedhof in unmittelbarer Nähe seines Vorgängers Demiani beigesetzt. Seine Frau kehrte im Herbst 1858 in ihre Heimatstadt Liegnitz zurück.

## Ehrungen
- Er war Ritter des Roten Adlerordens 3. Klasse mit Schleife.[2]
- In Görlitz wurde eine der Straßen 1886 nach ihm benannt.